# Домница (Одесская область)
Домница (укр. Домниця) — село, относится к Подольскому району Одесской области Украины.
Население по переписи 2001 года составляло 292 человека. Почтовый индекс — 66331. Телефонный код — 4862. Занимает площадь 1,11 км². Код КОАТУУ — 5122983003.

## Местный совет
66330, Одесская обл., Подольский р-н, с. Климентово